# 代謝工程學

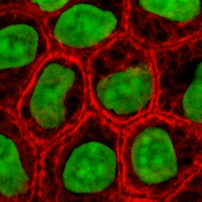
细胞代谢可以为工业应用而优化

将大肠杆菌基因添加到专性甲基营养细菌上

代謝工程學是指利用基因工程或是分子生物學技術，將生體內之代謝途径改變，通常改變生體內化學反應之酶。它來自於发酵学。代謝工程技術目前以微生物利用為主，改變工業微生物之代謝路徑，生產所需要的化學物質，如抗生素。
代谢工程（Metabolic engineering）又称途径工程，一般定义为通过某些特定生化反应的修饰来定向改善细胞的特性，或是利用重组DNA技术来创造新的化合物。
这一概念由美国学者Bailey J E于1991年首先提出。其将代谢工程定义为：用重组DNA技术来操纵细胞的酶运输和调节功能从而改进细胞的活性。Stephanopouls等认为，代谢工程是一种提高菌体生物量或代谢物产量的理性化方法。Cameron等的定义则精炼一些，即用重组DNA技术有目的地改造中间代谢。

### 引用
1. ↑  Bailey J E. Science.1991 ,225(12): 1668